# Lijst van voetbalinterlands Ivoorkust - Tunesië
Deze lijst van voetbalinterlands is een overzicht van alle officiële voetbalwedstrijden tussen de nationale teams van Ivoorkust en Tunesië. De landen hebben tot op heden negentien keer tegen elkaar gespeeld. De eerste ontmoeting, een vriendschappelijke wedstrijd, vond plaats op 10 maart 1963 in Abidjan. Het laatste duel, eveneens een vriendschappelijke wedstrijd, werd gespeeld in Rouen (Frankrijk) op 10 september 2019.

## Wedstrijden
| №  | Plaats         | Datum             | Competitie           | Wedstrijd           | Uitslag |
| -- | -------------- | ----------------- | -------------------- | ------------------- | ------- |
| 1  | Abidjan        | 10 maart 1963     | Vriendschappelijk    | Ivoorkust − Tunesië | 3 − 0   |
| 2  | Dakar          | 11 april 1963     | Vriendschappelijk    | Tunesië − Ivoorkust | 3 − 1   |
| 3  | Radès          | 11 februari 1973  | WK 1974 kwalificatie | Tunesië − Ivoorkust | 1 − 1   |
| 4  | Abidjan        | 25 februari 1973  | WK 1974 kwalificatie | Ivoorkust − Tunesië | 2 − 1   |
| 5  | Abidjan        | 30 januari 1980   | Vriendschappelijk    | Ivoorkust − Tunesië | 1 − 1   |
| 6  | Abidjan        | 28 december 1984  | Vriendschappelijk    | Ivoorkust − Tunesië | 3 − 1   |
| 7  | Abidjan        | 18 december 1988  | Vriendschappelijk    | Ivoorkust − Tunesië | 1 − 1   |
| 8  | Radès          | 27 november 1991  | Vriendschappelijk    | Tunesië − Ivoorkust | 5 − 3   |
| 9  | Radès          | 8 november 1994   | Vriendschappelijk    | Tunesië − Ivoorkust | 2 − 0   |
| 10 | Port Elizabeth | 25 januari 1996   | Afrika Cup 1996      | Tunesië − Ivoorkust | 3 − 1   |
| 11 | Abidjan        | 18 juni 2000      | WK 2002 kwalificatie | Ivoorkust − Tunesië | 2 − 2   |
| 12 | Radès          | 20 mei 2001       | WK 2002 kwalificatie | Tunesië − Ivoorkust | 1 − 1   |
| 13 | Radès          | 10 september 2003 | Vriendschappelijk    | Tunesië − Ivoorkust | 3 − 2   |
| 14 | Radès          | 31 maart 2004     | Vriendschappelijk    | Tunesië − Ivoorkust | 0 − 2   |
| 15 | Bondoufle      | 26 maart 2008     | Vriendschappelijk    | Tunesië − Ivoorkust | 2 − 0   |
| 16 | Sousse         | 12 augustus 2009  | Vriendschappelijk    | Tunesië − Ivoorkust | 0 − 0   |
| 17 | Abu Dhabi      | 13 januari 2012   | Vriendschappelijk    | Tunesië − Ivoorkust | 0 − 2   |
| 18 | Rustenburg     | 26 januari 2013   | Afrika Cup 2013      | Ivoorkust − Tunesië | 3 − 0   |
| 19 | Rouen          | 10 september 2019 | Vriendschappelijk    | Tunesië − Ivoorkust | 1 − 2   |

## Samenvatting
| Competitie        | Totaal gespeeld | Winst Ivoorkust | Gelijk | Winst Tunesië | Doelsaldo Ivoorkust – Tunesië |
| ----------------- | --------------- | --------------- | ------ | ------------- | ----------------------------- |
| WK-kwalificatie   | 4               | 1               | 3      | 0             | 6 − 5                         |
| Afrika Cup        | 2               | 1               | 0      | 1             | 4 − 3                         |
| Vriendschappelijk | 13              | 5               | 3      | 5             | 20 − 21                       |
| Totaal            | 19              | 7               | 6      | 6             | 30 − 29                       |

FIF · A-internationals · Selecties · Bondscoaches · Statistieken · Ivoriaans vrouwenelftal · Ivoorkust U21 · Ivoorkust U20 · Ivoorkust U19 · Ivoorkust U18 · Ivoorkust U17
1960 – 1969 ·
1970 – 1979 ·
1980 – 1989 ·
1990 – 1999 ·
2000 – 2009 ·
2010 – 2019 ·
2020 − 2029
WK 2006 · 
WK 2010 · 
WK 2014
OS 2008 · 
OS 2020
1960 ·
1961 ·
1962 ·
1963 ·
1964 · 
1965 ·
1966 · 
1967 ·
1968 ·
1969 ·
1970 ·
1971 ·
1972 ·
1973 ·
1974 ·
1975 ·
1976 ·
1977 ·
1978 · 
1979 ·
1980 ·
1981 · 
1982 ·
1983 ·
1984 ·
1985 ·
1986 ·
1987 ·
1988 ·
1989 ·
1990 ·
1991 ·
1992 · 
1993 · 
1994 · 
1995 · 
1996 · 
1997 · 
1998 · 
1999 · 
2000 · 
2001 · 
2002 · 
2003 · 
2004 · 
2005 · 
2006 · 
2007 · 
2008 · 
2009 · 
2010 · 
2011 · 
2012 · 
2013 ·
2014 ·
2015 ·
2016 ·
2017 ·
2018 ·
2019 ·
2020 ·
2021 ·
2022 ·
2023 ·
2024
Algerije ·
Angola ·
Argentinië ·
België ·
Benin ·
Bosnië en Herzegovina ·
Botswana ·
Brazilië ·
Burkina Faso ·
Burundi ·
Centraal-Afrikaanse Republiek ·
Chili ·
Colombia ·
Comoren ·
Congo-Brazzaville ·
Congo-Kinshasa ·
Duitsland ·
Egypte ·
El Salvador ·
Engeland ·
Equatoriaal-Guinea ·
Ethiopië ·
Frankrijk ·
Gabon ·
Gambia ·
Ghana ·
Griekenland ·
Guinee ·
Guinee-Bissau ·
Hongarije ·
Israël ·
Italië ·
Japan ·
Jordanië ·
Kameroen ·
Kenia ·
Koeweit ·
Lesotho ·
Liberia ·
Libië ·
Madagaskar ·
Malawi ·
Mali ·
Marokko ·
Mauritanië ·
Mauritius ·
Mexico ·
Moldavië ·
Mozambique ·
Namibië ·
Nederland ·
Niger ·
Nigeria ·
Noord-Korea ·
Oeganda ·
Oostenrijk ·
Paraguay ·
Polen ·
Portugal ·
Qatar ·
Roemenië ·
Rusland ·
Rwanda ·
Senegal ·
Servië en Montenegro ·
Seychellen ·
Sierra Leone ·
Slovenië ·
Soedan ·
Spanje ·
Tanzania ·
Togo ·
Tsjaad ·
Tunesië ·
Turkije ·
Uruguay ·
Verenigde Staten ·
Zambia ·
Zimbabwe ·
Zuid-Afrika ·
Zuid-Korea ·
Zweden ·
Zwitserland
Argentinië (2006) · 
Colombia (2014) ·
Ghana (2015) ·
Griekenland (2014) · 
Japan (2014) ·  
Nederland (2006) · 
Noord-Korea (2010) · 
Servië en Montenegro (2006) ·
Zambia (2012)
FTF · A-internationals · Selecties · Bondscoaches · Tunesisch vrouwenelftal · Olympisch elftal · Tunesië U21 · Tunesië U20 · Tunesië U19 · Tunesië U18 · Tunesië U17
1950 – 1959 · 
1960 – 1969 · 
1970 – 1979 · 
1980 – 1989 · 
1990 – 1999 · 
2000 – 2009 · 
2010 – 2019 ·
2020 − 2029
WK 1978 · 
WK 1998 · 
WK 2002 · 
WK 2006 · 
WK 2018
OS 1960 · 
OS 1988 · 
OS 1996 · 
OS 2004
1957 · 
1958 · 
1959 · 
1960 · 
1961 · 
1962 · 
1963 · 
1964 · 
1965 · 
1966 · 
1967 · 
1968 · 
1969 · 
1970 · 
1971 · 
1972 · 
1973 · 
1974 · 
1975 · 
1976 · 
1977 · 
1978 · 
1979 · 
1980 · 
1981 · 
1982 · 
1983 · 
1984 · 
1985 · 
1986 · 
1987 · 
1988 · 
1989 · 
1990 · 
1991 · 
1992 · 
1993 · 
1994 · 
1995 · 
1996 · 
1997 · 
1998 · 
1999 · 
2000 · 
2001 · 
2002 · 
2003 · 
2004 · 
2005 · 
2006 · 
2007 · 
2008 · 
2009 · 
2010 · 
2011 · 
2012 · 
2013 · 
2014 · 
2015 · 
2016 ·
2017 ·
2018 ·
2019 ·
2020 ·
2021 ·
2022 ·
2023 ·
2024
Algerije ·
Angola ·
Argentinië ·
Australië ·
Bahrein ·
België ·
Benin ·
Bosnië en Herzegovina ·
Botswana ·
Brazilië ·
Bulgarije ·
Burkina Faso ·
Burundi ·
Canada ·
Centraal-Afrikaanse Republiek ·
Chili ·
China ·
Colombia ·
Comoren ·
Congo-Brazzaville ·
Congo-Kinshasa ·
Costa Rica ·
Denemarken ·
Djibouti ·
Duitse Democratische Republiek ·
Duitsland ·
Egypte ·
Engeland ·
Equatoriaal-Guinea ·
Ethiopië ·
Finland ·
Frankrijk ·
Gabon ·
Gambia ·
Georgië ·
Ghana ·
Guinee ·
Ierland ·
IJsland ·
Irak ·
Iran ·
Italië ·
Ivoorkust ·
Japan ·
Joegoslavië ·
Jordanië ·
Kaapverdië ·
Kameroen ·
Kenia ·
Koeweit ·
Kroatië ·
Letland ·
Libanon ·
Liberia ·
Libië ·
Madagaskar ·
Malawi ·
Mali ·
Malta ·
Marokko ·
Mauritanië ·
Mauritius ·
Mexico ·
Mozambique ·
Namibië ·
Nederland ·
Nieuw-Zeeland ·
Niger ·
Nigeria ·
Noorwegen ·
Oeganda ·
Oekraïne ·
Oman ·
Oostenrijk ·
Panama ·
Peru ·
Polen ·
Portugal ·
Qatar ·
Roemenië ·
Rusland ·
Rwanda ·
Saoedi-Arabië ·
Sao Tomé en Principe ·
Senegal ·
Servië en Montenegro ·
Seychellen ·
Sierra Leone ·
Slovenië ·
Soedan ·
Somalië ·
Sovjet-Unie ·
Spanje ·
Swaziland ·
Syrië ·
Tanzania ·
Togo ·
Tsjaad ·
Turkije ·
Uruguay ·
Verenigde Arabische Emiraten ·
Verenigde Staten ·
Wales ·
Wit-Rusland ·
Zambia ·
Zimbabwe ·
Zuid-Afrika ·
Zuid-Jemen ·
Zuid-Korea ·
Zweden ·
Zwitserland
België (2018) ·
Engeland (2018) ·
Oekraïne (2006) ·
Panama (2018) ·
Saoedi-Arabië (2006) · 
Spanje (2006)